# ورزشکار

تصویرنگاشت ورزشکار

ورزش‌کار(به انگلیسی: Athlete)، کسی است که به‌طور منظم در ورزش شرکت دارد. ورزشکار می‌تواند حرفه‌ای یا نیمه حرفه‌ای یا غیرحرفه‌ای باشد. همچنین در مسابقات جهانی ورزشکاران به دو دسته المپیک-محور و پارالمپیک (المپیک افراد معلول یا با آسیب‌های متوسط تا شدید جسمانی درمان شده مادرزادی یا اکتسابی) با یکدیگر به رقابت می‌پردازند.
بیش‌تر ورزشکاران حرفه‌ای هیکل‌های پرورش‌یافتهٔ خوبی دارند که با تمرینات فیزیکی سنگین و تمرین سخت همراه با رژیم غذایی سخت‌گیرانه به دست آمده است.
ورزشکار برتر کسی است که مهارت‌های فیزیکی (زور، چابکی و استقامت) بالاتر از میانگین دارد و بنابراین برای رقابت فیزیکی مناسب‌تر است.
ورزشکاران ورزش‌های سبک و سنگین برای پیروزی در مسابقه‌ها نیاز به تمرین مستمر، اختیار کردن یک مربی کاربلد و رژیم غذایی هستند. از جمله ورزش‌های رقابتی تیمی یا انفرادی می‌توان به موارد زیر اشاره کرد:
- دوچرخه سواری
- اتومبیلرانی
- بدلکاری
- بیسبال
- بسکتبال
- فوتبال
- فوتسال
- فوتبال آمریکایی
- والیبال
- چوگان
- شنا
- تیراندازی
- دو و میدانی
- جامپینگ
- کاراته
- جودو
- تکواندو
- بوکس
- کُشتی
- کشتی کج
- بدنسازی
- وزنه‌برداری
- نینجتسو
- رژه
- دفاع شخصی
- کونگ فو
- رزم
- هندبال
- سافت بال
- واترپلو

و…